# Smokey Robinson
 (novembre 2024).
Pour les articles homonymes, voir Robinson.
William « Smokey » Robinson, Jr., né le 19 février 1940 à Détroit (Michigan), est un chanteur et compositeur américain de musique rhythm and blues et soul. Leader du groupe The Miracles, il est l'un des principaux artistes du label Tamla (sous-label appartenant à la Motown). 
En 1972, il a annoncé sa retraite du groupe pour se concentrer sur son rôle en tant que vice-président de Motown. Cependant, Robinson est revenu à l'industrie de la musique en tant qu'artiste solo l'année suivante. À la suite de la vente de Motown Records en 1988, Robinson quitte l'entreprise en 1990. Il est intronisé au Rock and Roll Hall of Fame en 1987. En 2016, Robinson reçoit le prix Gershwin de la Bibliothèque du Congrès pour ses contributions à la musique populaire. 

## Biographie
Smokey Robinson forme le groupe vocal The Miracles en 1954 au lycée avec trois camarades. Ils s'expriment dans le style doo-wop en vogue à cette époque. Ils sont repérés par Berry Gordy en 1958 qui leur fait enregistrer leur premier titre Got a Job chez End Records. Bad Girl sort l'année suivante ; cette chanson est coécrite par Smokey Robinson et Berry Gordy, après que ce dernier a créé sa propre maison de disques Motown (précédée par le sous-label Tamla). Shop Around en 1960 est un succès, se classant n° 1 des charts R&B et n° 2 pop, lançant définitivement le groupe et les labels de Motown sur un plan national. Le titre The Tears of a Clown paru en 1967 sur l'album Make It Happen, est publié en 45-tours trois ans plus tard sur l'insistance de certains DJ, et devient alors n° 1 du hit-parade.
Smokey Robinson est également compositeur ou producteur pour d'autres groupes de Motown, comme Mary Wells, The Temptations, The Marvelettes, The Four Tops et Marvin Gaye. Dès 1961, Berry Gordy le nomme vice-président de Motown.
En 1972, ne souhaitant plus partir en tournée, il quitte son groupe et entame une carrière solo. The Miracles continueront sans lui jusqu'en 1976. Smokey Robinson enchaîne les albums, renouant avec le succès populaire en 1979 avec le titre Cruisin', et obtient les meilleures ventes de sa carrière en 1981 avec la chanson Being With You, n° 2 aux États-Unis et n° 1 en Grande-Bretagne. Il connaît ensuite un passage à vide à cause d'une dépendance à la cocaïne, mais revient sur le devant de la scène en 1987 avec l'album One Heartbeat. Il délaisse la vice-présidence de Motown en 1988, puis quitte complètement la société en 1990. Il n'y reviendra qu'en 1999 avec Intimate pour les 40 ans de la maison de disques.
Un grand nombre de ses chansons furent reprises par des artistes aussi divers que The Beatles (You've Really Got a Hold on Me), The Rolling Stones (My Girl), Johnny Kidd (Shop Around), Otis Redding (My Girl), The Ambassadors (I'll Try Something New), Rare Earth (Get Ready), Captain & Tennille (Shop Around), Linda Ronstadt (Ooo Baby Baby), Sister Sledge (My Guy), Kim Carnes (More Love) etc.
Il est actuellement mis en cause par quatre anciennes femmes de ménage pour de possibles faits de viols et d’agressions sexuelles. 

## Discographie
Enregistrements Tamla (Motown)
- 1973 : Smokey
- 1974 : Pure Smokey
- 1975 : A Quiet Storm
- 1976 : Smokey's Family Robinson
- 1977 : Deep in My Soul
- 1977 : Big Time (musique de film)
- 1978 : Love Breeze
- 1978 : Smokin'
- 1979 : Where There's Smoke...
- 1980 : Warm Thoughts
- 1981 : Being with You
- 1982 : Yes It's You Lady
- 1983 : Touch the Sky
- 1984 : Essar
- 1986 : Smoke Signals

Enregistrements Motown
- 1987 : One Heartbeat
- 1990 : Love, Smokey

Autres enregistrements
- 1991 : Double Good Everything (SBK Records)
- 1999 : Intimate (Universal Records)
- 1999 : Our Very Best Christmas (Universal Records)
- 2004 : Food for the Spirit (Liquid 8 Records)
- 2006 : Timeless Love (Universal Records)
- 2009 : Time Flies When You're Having Fun (Robso Records)
- 2023 : Gasms (TLR Records)

Hit singles
- 1960 : Shop Around(Miracles)
- 1962 : Two Lovers (Mary Wells)
- 1964 : My Guy (Mary Wells)
- 1965 : My Girl (The Temptations)
- 1965 : Ooo Baby Baby (The Miracles)
- 1965 : The Tracks of My Tears (The Miracles)
- 1965 : Since I Lost My Baby (The Temptations)
- 1965 : Don't Look Back (The Temptations)
- 1966 : Get Ready (The Temptations)
- 1970 : Still Water (The Four Tops)
- 1970 : The Tears of a Clown (The Miracles)
- 1979 : Cruising (Smokey Robinson)
- 1981 : Being with You (Smokey Robinson)
- 1982 : Tell me Tomorrow (Smokey Robinson)

## Dans la culture populaire
Smokey Robinson est incarné par Lodric D. Collins dans le film biographique sur Aretha Franklin, Respect (2021) de Liesl Tommy.
Il est utilisé pour mettre en lumière la superficialité de Ryan dans la saison 8 de The Office, lorsqu'un hoax annonce sa mort.